# Aleixo de Abreu

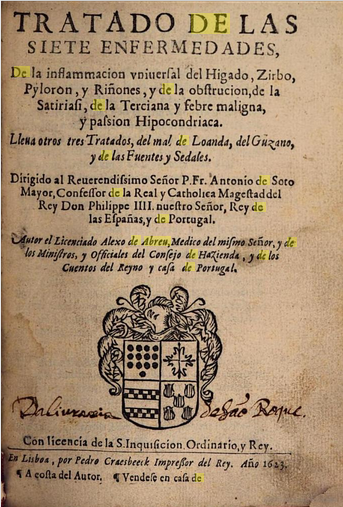

Aleixo de Abreu (Alcáçovas do Alentejo, 1568 – Lisboa, 1630) foi um médico português.
Licenciou-se em Medicina pela Universidade de Coimbra, com o auxílio de remuneração real. Distinguiu-se no desempenho da sua profissão, tendo sido enviado a Angola, com Afonso Furtado de Mendonça. 
Em Luanda viveu cerca de nove anos tornando-se grande conhecedor das febres da região. Foi o primeiro a estudar o escorbuto (então denominado «mal-de-angola») e o mal-de-bicho, temática que aborda no seu Tratado do Alai de Luanda que vem anexo ao livro Tratado de Ias Siete Enfermedades, obra publicada em Lisboa em 1623. A celebridade que alcançou trouxe-lhe a nomeação de médico da Câmara Real por D. Filipe III.